# Адлерберг, Николай Александрович
Граф Николай Александрович Адлерберг (1844—1904) — генерал-майор из рода Адлербергов, участник русско-турецкой войны 1877—1878 годов.

## Биография
Родился 12 августа 1844 года в Санкт-Петербурге в семье министра императорского двора графа Александра Владимировича Адлерберга.
Образование получил в Пажеском корпусе, из которого выпущен 13 июня 1862 года и 2 августа произведён в прапорщики лейб-гвардии Преображенского полка.
В 1863 году Адлерберг принимал участие в усмирении Польского мятежа и за отличие награждён орденом св. Анны 4-й степени.
5 сентября 1867 года назначен флигель-адъютантом с зачислением в Свиту Его Величества. В 1868 году награждён орденом св. Анны 3-й степени, в 1870 году — орденом св. Владимира 4-й степени. 14 мая 1871 года назначен делопроизводителем Военно-походной канцелярии Его Величества; 11 января 1874 года произведён за отличие по службе в полковники и 19 марта 1877 года назначен исполняющим дела директора Департамента общих дел Министерства государственных имуществ.
В рядах Преображенского полка Адлерберг участвовал в кампании 1877 года против турок и 5 октября награждён золотой саблей с надписью «За храбрость». 16 декабря он за отличие был награждён орденом св. Георгия 4-й степени
В воздаяние за отличие, оказанное во время первой обороны Шипки, 13 Августа 1877 года, где, состоя прикомандированным к 53 Пехотному Волынскому Его Императорского Высочества Великого Князя Николая Николаевича Старшего полку, принял командование 2 баталионами и, руководя боем, выдержал убийственный огонь неприятеля в течение 11 часов, отразив все атаки.
По окончании Шипкинского боя он некоторое время исполнял обязанности командира Волынского пехотного полка.
6 мая 1884 года граф Адлерберг был произвёден в генерал-майоры с зачислением в запас гвардейской пехоты. С 1885 года был назначен директором Департамента общих дел Министерства государственных имуществ.
Скончался 14 апреля 1904 года в Ялте, находясь на отдыхе.

## Семья

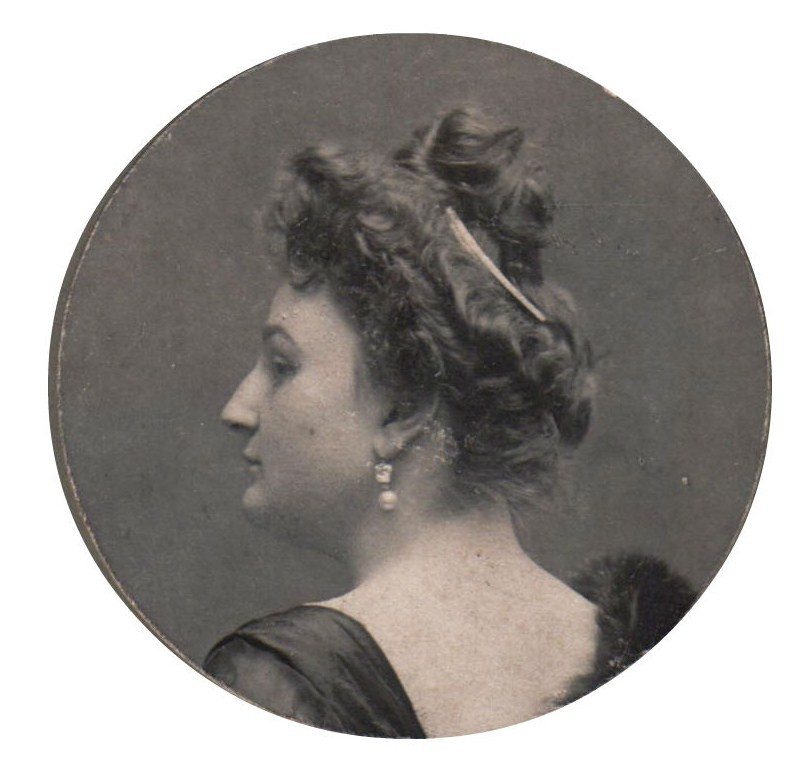
Евгения Николаевна, дочь

Жена (с 28 января 1873 года) —  Евгения Александровна Галл (1854—07.05.1914), фрейлина, правнучка мореплавателя английского происхождения, адмирала Романа Галла и дочь генерала Александра Гала. С 1888 года ей принадлежало имение Видное в  Подольском уезде. Умерла от порока сердца, похоронена в Сергиева Приморской пустыни. В браке было три дочери:
- Евгения Николаевна (1873—1916), с 1891 года фрейлина двора; в первом браке с 1894 года замужем за Петром Гавриловичем Гардениным (разведены в 1897 году); во втором с 1899 года — за своим двоюродным дядей графом Владимиром Васильевичем Адлербергом (1872—1944). В 1910-х годах она жила одна в Италии, где вела «беспорядочный образ жизни» и была «ярой морфинисткой»[2].
- Дарья Николаевна (1877— ?), в первом браке замужем за камер-юнкером Александром Григорьевичем Спечинским (1871—1908); во втором – за Макклюром.
- Анна Николаевна (19.08.1878[3]—1941), крещена 14 августа 1878 года в церкви Свв. Двенадцати апостолов при Почтамте при восприемстве деда графа А. В. Адлерберга и А. Н. Жеребцовой; в первом браке с 1899 года замужем за Юрием Николаевичем Иловайским (1874-1905); во втором с 1906 года — за графом Владимиром Алексеевичем Барановым (1876—1964). Умерла в эмиграции в Париже.